# Drepanolejeunea foliicola
Drepanolejeunea foliicola är en bladmossart som beskrevs av Horik.. Drepanolejeunea foliicola ingår i släktet Drepanolejeunea och familjen Lejeuneaceae. Inga underarter finns listade i Catalogue of Life.